# Anquetierville
Anquetierville – miejscowość i gmina we Francji, w regionie Normandia, w departamencie Sekwana Nadmorska.
Według danych na rok 1990 gminę zamieszkiwało 361 osób, a gęstość zaludnienia wynosiła 88 osób/km² (wśród 1421 gmin Górnej Normandii Anquetierville plasuje się na 561. miejscu pod względem liczby ludności, natomiast pod względem powierzchni na miejscu 762.).